# Воррен Вільям
Воррен Вільям (англ. Warren William; 2 грудня 1894, Ейткін, Міннесота, США — 24 вересня 1948, Енсіно, Лос-Анджелес, Каліфорнія, США) — американський актор театру і кіно.

## Біографія
Воррен Вільям Крек народився 2 грудня 1894 року в місті Ейткін (штат Міннесота). Мав велику зовнішню схожість з відомим актором Джоном Беррімор, що частково вплинуло на вибір його кар'єри. Навчався в Американської академії драматичних мистецтв (англ. American Academy of Dramatic Arts). У 1931 році покинув Бродвей і переїхав до Голлівуду. Мав прізвисько «Король Pre-Code Hollywood». Його амплуа було різні аморальні ділки, адвокати та інші «безсердечні особистості», в тому числі Сем Спейд.
Першим (в 1934 році) на широкому екрані виконав роль Перрі Мейсона в екранізаціях творів Ерла Стенлі Гарднера.
У 1923 році одружився з Хелен Барбарою Нельсон (англ. Helen Barbara Nelson), старшій за нього на сімнадцять років, яка, втім, пережила його. Уоррен Вільям помер 24 вересня 1948 року на 54-му році життя від мієломної хвороби.
Удостоєний зірки (1559 Vine Street) на Голлівудській «Алеї слави».

## Вибрана фільмографія
- 1932 — Духи хмарочоса / Skyscraper Souls — Девід Дуайт
- 1933 — Золотошукачі 1933 року / Gold Diggers of 1933 — Лоуренс Бредфорд
- 1933 — Леді на один день / Lady for a Day — Дейв «Хлющ»
- 1934 — Клеопатра / Cleopatra — Юлій Цезар
- 1934 — Імітація життя / Imitation of Life — Стів Арчер
- 1937 — Вигнанець / Outcast — доктор Венделл Філліпс / Філ Джонс
- 1940 — Ліліан Рассел / Lillian Russell — Відомий Дж. Л.